# Illtal
Illtal község Franciaország Grand Est régiójában, Haut-Rhin megyében. Új községként 2016. január 1-jén jött létre Oberdorf, Grentzingen és Henflingen korábbi község egyesítésével.

## Népesség
| Lakosok száma | 1420 | 1370 | 1319 | 1269 | 1244 | 1223 |
|               | 2017 | 2018 | 2019 | 2020 | 2021 | 2022 |